# Горнокамско възвишение
Горнокамското възвишение (на руски: Верхнекамская возвышеность) е възвишение в източната част на Източноевропейската равнина, в горните басейни на реките Кама и Чепца, простиращо се в югоизточната част на Кировска област, северната част на Удмуртия и западната част на Пермски край в Русия. Максимална височина връх Краснояр 337 m (58°40′43″ с. ш. 53°28′52″ и. д. / 58.678611° с. ш. 53.481111° и. д.), разположена в югоизточната част на Кировска област. Изградено е от глини, мергели и пясъчници. Релефът е силно разчленен от дълбоки речни долини. От него водят началото си река Кама (ляв приток на Волга) и множество нейни десни притоци Коса, Инва, Обва, Сива, Иж, Вятка с левите си притоци Чепца и Килмез. По-голяма част от възвишението е покрито с гъсти иглолистни гори.